# 富臨生日宴群組
富臨生日宴群組，簡稱富臨群組，是指在2019冠狀病毒病香港疫情中，懷疑因參與在2020年7月11日於富臨酒家舉行的一場生日宴會而集體感染2019冠状病毒病的一個群組。截至2020年8月6日，該群組共有44人確診。富臨群組亦與包括慶回歸群組在內的多個感染群組有關。

## 經歷
2020年7月11日晚上，有百多人參加於屯門中央廣場的富臨酒家舉行的生日宴會。宴會共有約20席，每席8人。平日於尖沙咀駐唱的歌手麥德羅與女友劉麗萍共同出席富臨生日宴並擔任表演嘉賓。麥於富臨生日宴當日發病，於13日求醫後一直在家自我隔離，17日確診入院，為香港第1739宗個案。7月20日，衞生防護中心傳染病處主任張竹君醫生於記者會上表示富臨酒家可能存在隱性傳播，富臨集團宣佈從即日起關閉該分店4天進行消毒，衞生防護中心亦派員為酒家員工進行檢測。富臨生日宴群組的確診人數不斷上升，截至7月28日，該群組已有最少38名確診者。
食物環境衞生署（食環署）事後到涉事的富臨酒家巡查，發現有員工處理食材時沒有戴上口罩，餐桌間亦沒有1.5米距離。酒家負責人被控違反香港法例第599F章。屯門區多名區議員去信衞生署，要求局方向生日宴主辦方索取參加者名單，並將出席者列為密切接觸者以減低社區傳播風險。

## 與其他感染群組的關係
張竹君醫生表示部份曾經出席富臨生日宴的確診者亦有出席於7月9日於旺角雅蘭中心稻香集團旗下的「迎．潮」酒家舉辦慶回歸晚會，包括宴會的表演嘉賓。亦有確診者曾經前往西環德記潮州菜館參加宴會。《明報》估計富臨生日宴衍生四代傳播，感染最少40人。
生日宴的表演嘉賓麥德羅與娛樂圈中有宗感染個案有關，麥曾與友人劉少君共用咪高峰唱歌及一起用膳，麥的女友劉麗萍（個案1783）與旗下歌手施匡翹和男助手亦告確診。曾與施匡翹合照的新城電台高層程凱欣其後亦確診，新城電台需暫停運作改以自動化形式播歌。麥德羅亦多名確診者有流行病學關連，包括一名的士司機（個案2381）和柴灣印刷廠員工（個案1988）。該名印刷廠員工亦有出席富臨生日宴，其57歲男同事懷疑於工作地點受感染（個案2144），該男子其後再傳染另一名60歲男子（個案2288）。
一名曾出席富臨生日宴及曾於旺角維景酒店海港酒家用膳的確診者（個案1951）為美心集團月餅廠房的兼職女工，該名女工於7月15日發病後仍於7月18日到廠房工作。美心集團確認一名負責處理原材料的員工確診，並銷毀該廠房內的原材料及月餅產品。美心集團拒絕向購買了月餅券的市民退款。有月餅代購商表示自己花了130萬港元購買月餅券，擔心因月餅券滯銷造成損失。
一名曾出席富臨生日宴的53歲確診者（個案1993）於7月13日因盲腸炎入住東區醫院E8外科普通病房，院方於7月19日接獲通知與病人結伴出席富臨生日宴的2名家人確診2019冠状病毒病，院方隨即安排病人入住隔離病房，其後一名同病人的41歲男病人亦確診，懷疑因共用醫院設施而受感染。此外，一名屯門眼科中心的42歲女文員（個案1743）與家人曾於7月11日到涉事的富臨酒家用膳亦受感染。

## 確診個案
截至2020年8月6日，富臨群組共有44個確診個案。資料來自衛生防護中心的公佈、政府新聞處的新聞稿及多家媒體。
| 個案序號 | 性別 | 年齡 | 發病日期      | 報告日期      | 其他資料                                                                                       | 資料來源      |
| -------- | ---- | ---- | ------------- | ------------- | ---------------------------------------------------------------------------------------------- | ------------- |
| #1739    | 男   | 61   | 2020年7月11日 | 2020年7月18日 | 歌手麥德羅，居住於佐敦柯士甸道37號創德樓。                                                     | [ 7 ] [ 25 ]  |
| #1740    | 女   | 27   | 2020年7月15日 | 2020年7月18日 | 居住於黃大仙竹園北邨桃園樓。                                                                   | [ 25 ]        |
| #1743    | 女   | 42   | 2020年7月15日 | 2020年7月18日 | 居住於屯門怡峰園5座，與個案1772及1778有流行病學關連。                                          | [ 25 ]        |
| #1783    | 女   | 58   | 2020年7月16日 | 2020年7月19日 | 麥德羅的女友劉麗萍，居住於佐敦柯士甸道37號創德樓，與個案1739及1848有流行病學關連。             | [ 26 ]        |
| #1951    | 女   | 55   | 2020年7月15日 | 2020年7月20日 | 美心月餅廠的兼職員工，居住於馬鞍山欣安邨欣喜樓，與個案1739有流行病學關連。                     | [ 18 ] [ 27 ] |
| #1952    | 男   | 81   | 2020年7月14日 | 2020年7月20日 | 居住於筲箕灣峻峰花園B座。                                                                      | [ 27 ]        |
| #1988    | 男   | 40   | 2020年7月17日 | 2020年7月21日 | 柴灣一家印刷廠的員工，居住於筲箕灣峻峰花園B座，與個案1739、1952、1998及1993有流行病學關連。    | [ 7 ] [ 28 ]  |
| #1993    | 男   | 54   | 2020年7月11日 | 2020年7月21日 | 居住於西灣河太安樓，與個案1952、1998、1988、1739有流行病學關連。曾入住東區醫院E8外科普通病房。 | [ 21 ] [ 28 ] |
| #1998    | 女   | 80   | 2020年7月17日 | 2020年7月21日 | 居住於筲箕灣峻峰花園B座，與個案1739、1952、1988、1993有流行病學關連。                          | [ 28 ]        |
| #2017    | 女   | 57   | 2020年7月16日 | 2020年7月21日 | 居住於屯門翠濤居3座。                                                                          | [ 28 ]        |
| #2062    | 男   | 41   | 2020年7月17日 | 2020年7月22日 | 居住於鰂魚涌濱海大廈，與個案1993有流行病學關連。                                               | [ 29 ]        |
| #2083    | 女   | 56   | 2020年7月15日 | 2020年7月22日 | 居住於洪福邨洪盛樓，與個案1739、1743、1998、1993有流行病學關連。                               | [ 29 ]        |
| #2144    | 男   | 57   | 無病徵        | 2020年7月23日 | 居住於筲箕灣東欣苑歡欣閣，與個案1988有流行病學關連。                                           | [ 30 ]        |
| #2147    | 男   | 66   | 2020年7月13日 | 2020年7月23日 | 居住於油麻地富榮花園15座。                                                                     | [ 30 ]        |
| #2153    | 女   | 65   | 2020年7月15日 | 2020年7月23日 | 居住於屯門建生邨康生樓。                                                                       | [ 30 ]        |
| #2154    | 女   | 49   | 2020年7月18日 | 2020年7月23日 | 居住於屯門卓爾居3座，於翠林花園的翠林茶餐廳工作，與個案2176、2177有流行病學關連。              | [ 30 ] [ 31 ] |
| #2165    | 男   | 38   | 無病徵        | 2020年7月23日 | 居住於尖沙咀美麗都大廈，與個案1739有流行病學關連。                                             | [ 30 ]        |
| #2170    | 女   | 45   | 2020年7月14日 | 2020年7月23日 | 居住於屯門大欖涌村101號，與個案2083有流行病學關連。                                            | [ 30 ]        |
| #2176    | 男   | 25   | 2020年7月18日 | 2020年7月23日 | 居住於屯門卓爾居3座，與個案2154、2177有流行病學關連。                                          | [ 30 ]        |
| #2177    | 女   | 24   | 2020年7月19日 | 2020年7月23日 | 居住於屯門卓爾居3座，與個案2154、2176有流行病學關連。                                          | [ 30 ]        |
| #2267    | 女   | 67   | 2020年7月20日 | 2020年7月24日 | 居住於馬鞍山欣安邨欣喜樓，與個案1951有流行病學關連。                                           | [ 32 ]        |
| #2280    | 女   | 43   | 2020年7月18日 | 2020年7月24日 | 居住於屯門田景邨田樂樓。                                                                       | [ 32 ]        |
| #2308    | 女   | 56   | 2020年7月18日 | 2020年7月24日 | 居住於觀塘康寧道7–9號晨光大廈。                                                                | [ 32 ]        |
| #2374    | 男   | 61   | 2020年7月16日 | 2020年7月25日 | 居住於屯門卓爾居3座，與個案2154、2176、2177、2421有流行病學關連。                              | [ 33 ]        |
| #2381    | 男   | 65   | 2020年7月15日 | 2020年7月25日 | 的士司機，亦出席富臨生日宴。居住於屯門兆康苑兆昌閣，與個案1739有流行病學關連。                 | [ 17 ] [ 33 ] |
| #2399    | 男   | 55   | 無病徵        | 2020年7月25日 | 居住於屯門大欖涌村。                                                                           | [ 33 ]        |
| #2421    | 男   | 58   | 2020年7月18日 | 2020年7月25日 | 居住於屯門友愛邨愛信樓，與個案2455、2456、2459、2465有流行病學關連。                           | [ 33 ]        |
| #2455    | 女   | 29   | 2020年7月22日 | 2020年7月25日 | 居住於屯門友愛邨愛信樓，與個案2421、2456、2459、2465有流行病學關連。                           | [ 33 ]        |
| #2456    | 女   | 58   | 2020年7月22日 | 2020年7月25日 | 居住於屯門友愛邨愛信樓，與個案2421、2455、2459、2465有流行病學關連。                           | [ 33 ]        |
| #2457    | 男   | 63   | 2020年7月21日 | 2020年7月25日 | 居住於屯門湖景邨湖暉樓。                                                                       | [ 33 ]        |
| #2459    | 女   | 24   | 無病徵        | 2020年7月25日 | 居住於屯門友愛邨愛信樓，與個案2421、2455、2456、2465有流行病學關連。                           | [ 33 ]        |
| #2465    | 女   | 31   | 2020年7月22日 | 2020年7月25日 | 居住於屯門友愛邨愛信樓，與個案2421、2455、2456、2459有流行病學關連。                           | [ 33 ]        |
| #2492    | 男   | 67   | 2020年7月21日 | 2020年7月25日 | 居住於屯門湖景邨湖翠樓。                                                                       | [ 33 ]        |
| #2615    | 男   | 26   | 2020年7月20日 | 2020年7月26日 | 居住於黃大仙銀鳳街41號。                                                                       | [ 34 ]        |
| #2707    | 男   | 23   | 2020年7月20日 | 2020年7月27日 | 居住於屯門田景邨田樂樓，與本地個案有流行病學關連。                                             | [ 35 ]        |
| #2763    | 女   | 63   | 2020年7月23日 | 2020年7月27日 | 居住於屯門海翠花園1座，與本地個案有流行病學關連。                                              | [ 35 ]        |
| #2874    | 男   | 18   | 2020年7月28日 | 2020年7月28日 | 與本地個案有流行病學關連。                                                                     | [ 36 ]        |
| #2875    | 男   | 61   | 2020年7月25日 | 2020年7月28日 | 居住於元朗洪福邨洪盛樓，與本地個案有流行病學關連。                                             | [ 36 ]        |
| #2932    | 女   | 67   | 2020年7月21日 | 2020年7月29日 | 居住於東涌逸東邨雍逸樓，與本地個案有流行病學關連。                                             | [ 37 ]        |
| #2943    | 男   | 12   | 2020年7月24日 | 2020年7月29日 | 居住於屯門田景邨田樂樓，與本地個案有流行病學關連。                                             | [ 37 ]        |
| #3013    | 男   | 60   | 2020年7月15日 | 2020年7月30日 | 居住於觀塘晨光大廈，與本地個案有流行病學關連。                                                 | [ 38 ]        |
| #3018    | 男   | 37   | 2020年7月25日 | 2020年7月30日 | 居住於荃灣象山邨秀山樓。                                                                       | [ 38 ]        |
| #3274    | 女   | 63   | 待定          | 2020年8月1日  | 與本地個案有流行病學關連。                                                                     | [ 2 ]         |
| #3475    | 女   | 61   | 2020年7月18日 | 2020年8月2日  | 居住於荃灣象山邨秀山樓。                                                                       | [ 39 ]        |

## 後續
2020年8月，位於天水圍的富臨酒家亦有員工確診2019冠状病毒病。